# 天主教马里利亚教区
天主教馬里利亞教區（拉丁語：Dioecesis Mariliensis），是巴西一個天主教教區，包括聖保羅州中西部三十七市，屬博圖卡圖總教區。
教區成立於1952年2月16日，2004年有教友522,000人，佔總人口80.0%。有五十七個堂區、司鐸八十一人。現任教區主教為路易斯·安多尼·奇波利尼。